# Тимофеево (Кирилловский район)
Тимофеево — деревня в Кирилловском районе Вологодской области.
Входит в состав Чарозерского сельского поселения, с точки зрения административно-территориального деления — в Чарозерский сельсовет.
Расстояние по автодороге до районного центра Кириллова — 82 км, до центра муниципального образования Чарозера — 2 км. Ближайшие населённые пункты — Козлово, Исаково, Великий Двор, Польчаково.
По переписи 2002 года население — 11 человек.